# ジョアン1世 (コンゴ王)

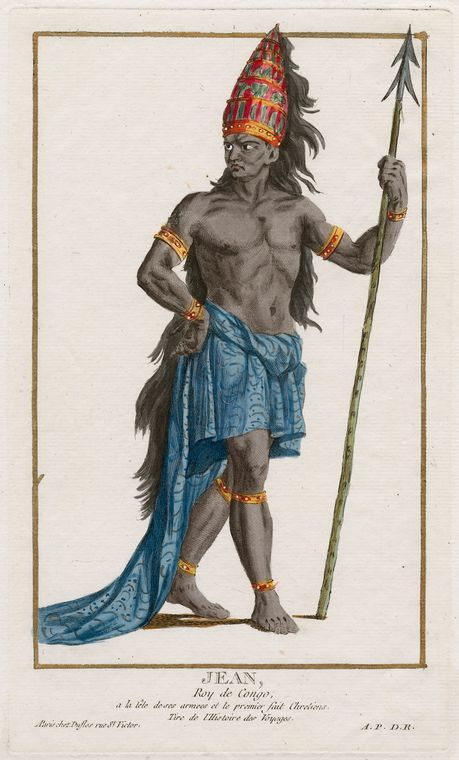
ンジンガ・ンクウ

ンジンガ・ンクウ（Nzinga a Nkuwu、? - 1509年）は、コンゴ王国の4-5代目の国王（マニ・コンゴ、在位：1470年 - 1506年）。ンジンガ・ンクウは1491年5月3日にポルトガル王国の宣教師から洗礼を受け、洗礼名であるジョアン1世（João I）の名でも知られる。

## 生涯
従姉妹のンジンガ・ンラザを妃とし、ンジンガ・ムベンバ（アフォンソ1世）という名の子をもうけた。ンジンガ・ンラザは、ジョアン1世の死後にンジンガ・ムベンバの即位を助けた。ジョアン1世の治世にコンゴ王国の面積は100,000平方kmに広がり、極めて中央集権的な統治体制を有していた。

### ポルトガル人の来訪
1483年にポルトガルの探検家ディオゴ・カンが船長を務めるキャラベル船が初めてコンゴ河口に到達し、ンジンガ・ンクウの領民と接触を持った。カンは4人のフランシスコ会の修道士に現地の王に謁見するよう命じて彼らをコンゴに残し、南方への航海を続けた。数か月後にコンゴに戻ったカンは修道士たちを見つけられなかったため、現地の住民を船に乗せ、ポルトガルへ帰還した。カン一行はポルトガル王国の首都リスボンに到着し、使者たちはキリスト教に改宗して洗礼を受け、修道院に入った。1488年12月にバルトロメウ・ディアスがカンがコンゴに残した修道士とンジンガ・ンクウの使節を伴い、ポルトガルに帰国した。王子ンサクを初めとする使節団はポルトガル王ジョアン2世から歓迎を受け、彼らが改宗した時にはジョアン2世が名付け親となった。そして、コンゴの人間たちはポルトガル側にコンゴの首都ンバンザに使者を送ることを勧めた。
1490年12月にポルトガルはゴンサロ・デ・ソウサを隊長とする使節団を派遣し、使節団は聖職者、石工、大工、兵士を伴い、ヨーロッパの物品を携えていた。航海中にソウサ、ンサク王子が疫病のために没するアクシデントが起こるが、1491年3月に使節団はコンゴ河口のムピンダに到着した。ンジンガ・ンクウの叔父Soyoに洗礼を授けた。ンバンザに到着した一行は、象牙製の玉座に腰かけ、顧問官と近衛兵に取り囲まれたンジンガ・ンクウと対面する。ンジンガ・ンクウはヨーロッパ産の繻子、絹、ビロードを贈られ、使節団はコンゴ王国のキリスト教の受容とポルトガルとの同盟を求めた。高度に発達した文明を持つコンゴ側はヨーロッパの文物の重要性を理解しており、ンジンガ・ンクウは同盟の締結を速決した。これからコンゴ王国とポルトガル王国の間で書簡のやり取りがされるようになり、書簡は対等の立場で書かれていた。
ンジンガ・ンクウと貴族たちはキリスト教に改宗し、妃のンジンガ・ンラザの勧めによってンジンガ・ンクウは受洗を決める。1491年5月3日、ンジンガ・ンクウは家族とともに洗礼を受けた。受洗したコンゴ王室の人間はポルトガル風の名前に改名し、ンジンガ・ンクウはジョアン、ンジンガ・ンラザはエレアナ（あるいはLeanor）、王子のンジンガ・ムベンバはアフォンソを名乗った。ポルトガルの技術者の助けを受けてコンゴに教会が建設され、またジョアン1世の軍事行動にはポルトガル兵が従軍した。戦闘においてポルトガルからもたらされた銃火器が猛威を振るい、コンゴ軍は多くの捕虜を獲得した。
コンゴ国内では王の改宗に対して反乱が起きるが、銃火器の威力により反乱は鎮圧された。しかし、反キリスト教、反ポルトガル勢力はなおも残り、ジョアン1世没後の王位を巡る内争にも関係する。

### 晩年
多くのポルトガル人は奴隷と象牙を持って本国に戻り、後には職人と聖職者が残された。1509年にジョアン1世は没し、後継者争いに勝利したアフォンソ1世が王位を継承する。